# Aura Buzescu
Aura Buzescu, nata Aura Almăjan (Caransebeș, 26 agosto 1894 – Bucarest, 22 dicembre 1992), è stata un'attrice, regista teatrale e docente rumena.

## Biografia

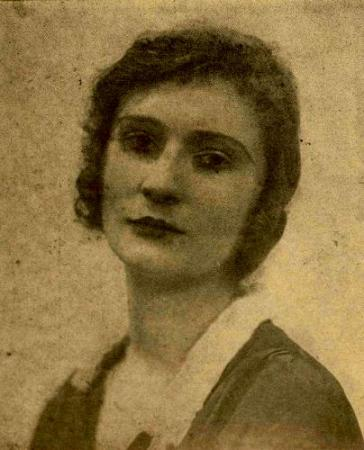
Aura Buzescu nel 1929

Nacque a Cransebeş in una famiglia originaria del posto, ma passò la sua infanzia a Bucarest dove si trasferì all'età di quattro anni, dopo un viaggio in battello sul Danubio che la lasciò con la paura dell'acqua. 
(Aura Buzescu, intervista accordata alla rivista Ilustraţiunea Română nel 1931)
Fece i suoi primi passi verso il teatro cercando qualcuno che la potesse consigliare e guidare. Tra tutti scelse Tina Barbu, ma i primi tentativi di avvicinarla non ebbero successo. Dopo un periodo di preparazione con lei e con Ion Livescu, a partire dal 1912 seguì i corsi di teatro del Conservatorio di Bucarest, nella classe di Lucia Sturdza-Bulandra.
Fu sposata con Alexandru Buzescu, leader liberale, economista che gestì gli investimenti della famiglia Brătianu, famiglia di nobili della Valacchia, tra i quali Ion Bratianu e Ionel Bratianu. Costruì la casa del Giardino dell'icona, adiacente al Teatro Bulandra, dove l'artista visse. 
Fece il suo esordio artistico nel 1914 con la compagnia Bulandra e dopo la prima guerra mondiale, presso la Compania Excelsior.

## Carriera

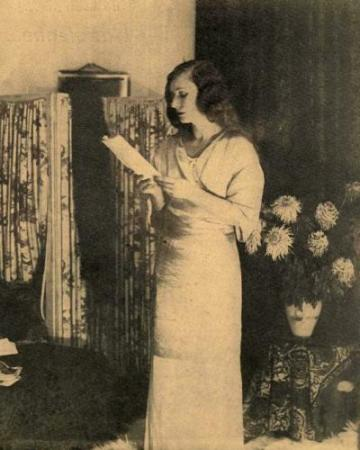
Aura Buzescu mentre studia una parte nel 1931

Fece il suo debutto nel 1914 in Anna Karenina di Lev Tolstoj interpretando il ruolo di Serge al teatro "Regina Maria" di Bucarest fondato dai coniugi Bulandra. Nel 1918 entrò a far parte della troupe del teatro Excelsior fondato da Elvira Popescu, dove recitò in opere teatrali di H. Bataille e Jean Richepin.
Nella sua carriera interpretò ruoli drammatici: Ofelia in Amleto di Shakespeare, Margaret nel Faust di Goethe, Elizabeth in Mary Stuart di Friedrich Schiller, Olga in Tre sorelle di Čechov, Mira in Meşterul Manole di Lucian Blaga, Hedda Gabler nella spettacolo con lo stesso nome di Henrik Ibsen, Cei din Dangaard di Anderson Nexo, Katty Keller in Tutti i miei figli al Teatro Nazionale di Bucarest. Ebbe il ruolo della protagonista in Ifigenia în Aulida scritta da Mircea Eliade e collaborò con i registi Ion Şahighian e Ion Sava, con quest'ultimo in Îngerul a vestit pe Maria di Paul Claudel.
Recitò in opere teatrali originali di autori rumeni: Iarbă rea di A. Baranga, Arborele genealogic de Lucia Demetrius, Pentru fericirea poporului de N. Moraru e A. Baranga, Hanul de la răscruce di Horia Lovinescu e in generi che non aveva esplorato fino a quel momento: il ruolo dell'anziana signora nel drammaLa visita della vecchia signora di Friedrich Dürrenmatt.
Aura Buzescu fu anche regista teatrale di successo, nel 1955 mise in scena Citadela sfărâmată di Horia Lovinescu, Bălcescu di Camil Petrescu, Bărbierul din Sevilla di Pierre Beaumarchais, Tragedia optimistă di Vsevolod Visnevski (con la co-regia di Ion Cojar e Vlad Mugur), tutti spettacoli nei quali, interpretando ruoli diversi, recitò il suo allievo Victor Rebenciuc.

Dall 1950 fu docente presso l'Istituto di Teatro e Cinematografia "Ion Luca Caragiale" di Bucarest, dove ebbe come studenti, tra gli altri Mircea Albulescu, Gina Patrichi, Sanda Toma e Victor Rebengiuc, che veniva dal teatro amatoriale che disse di lei: 
 Dopo il 1965 apparve spesso nelle commedie dei scrittori rumeni tra cui Victor Eftimiu, Duilio Zamfirescu, D. Solomon.
In Rampa și ecranul del 2000, Ileana Berlogea scrisse "il suo potere di interiorizzazione, la sobrietà della comunicazione esterna e la convinzione quasi telepatica, inspiegabile ..." e Florin Zamfirescu affermò "Aura Buzescu ha avuto la stessa grandezza, la stessa inconfondibile grazia di produrre cambiamenti di essenza nell'arte drammatica interpretativa".
La sua interpretazione in Cei din Dangaard di Anderson Nexo le portò il riconoscimento di artista del popolo. Fu distinta con l'Ordine di lavoro Classe I (1953) "per meriti eccezionali, per risultati preziosi nell'arte e per lavori meritori" e con l'Ordine del Merito culturale classe I (1967) "per la prolungata attività nel teatro e meriti eccezionali nel campo dell'arte drammatica" .
Morì a 98 anni a Bucarest, nel 1992.

## Eredità
Una strada a Bucarest, Sector 2, è stata chiamata in suo nome.